# Praskie Dzieciątko Jezus
Praskie Dzieciątko Jezus (cz. Pražské Jezulátko) – figurka wykonana z drewna pokrytego woskiem. Pochodzi z połowy XVI wieku i znajduje się w kościele Panny Marii Zwycięskiej w Pradze, w dzielnicy Malá Strana.

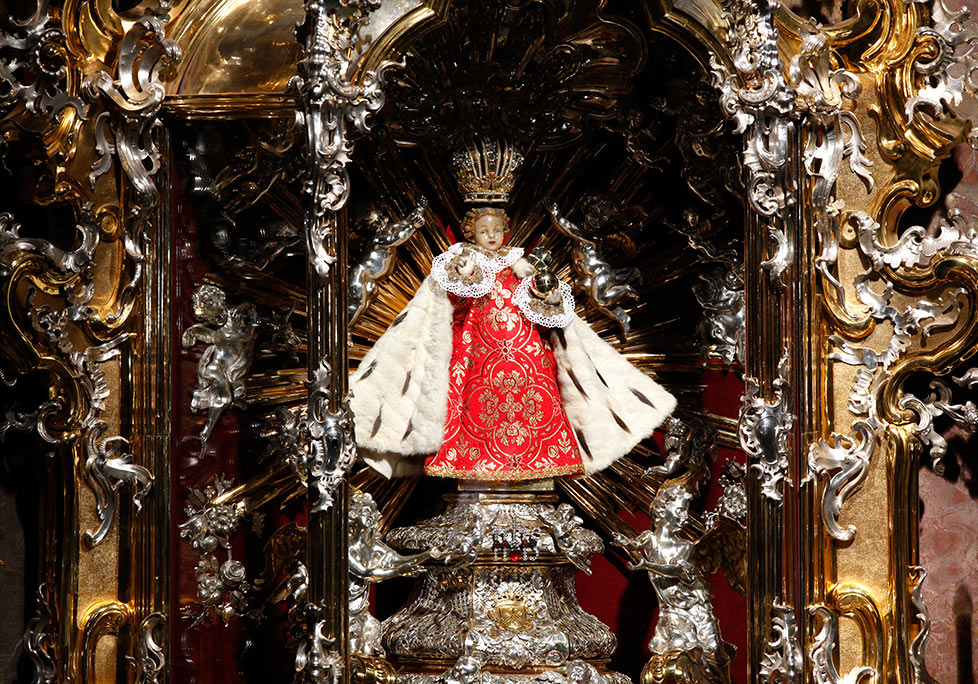
Praskie Dzieciątko Jezus

## Historia
Pierwsze wzmianki o niej pochodzą z Hiszpanii, z XVI wieku. Nie zachowały się żadne informacje o wykonawcy rzeźby. Powstała ona najprawdopodobniej pod wpływem rozpowszechniającego się kultu Dzieciątka Jezus, zapoczątkowanego wówczas w Hiszpanii przez św. Teresę z Ávili. Pierwszą właścicielką figurki, która zapisała się w historii, jest hiszpańska szlachcianka Maria Maximiliana Marquinez de Lara. Wyszła za Wratysława z Pernštejna – czeskiego szlachcica i dyplomatę i wraz z nim na stałe przeniosła się do Czech. Na pamiątkę ze swojej ojczyzny zabrała ze sobą figurkę Dzieciątka Jezus. W 1587 podarowała ją swojej córce – Polixenie z Lobkovic. W 1628 figurka została przekazana praskim Karmelitom i wystawiona w Kościele Panny Marii Zwycięskiej, gdzie znajduje się do dziś.

## Opis
Wczesnobarokowa figurka mierzy 47 centymetrów. Przedstawia ona Jezusa w wieku około trzech lat. Twarzy figurki nadano łagodne, dziecięce rysy. Nad niebieskimi oczami o opadających kącikach znajdują się lekko uniesione, wąskie brwi. Drobne, czerwone usta wykrzywione są w delikatnym uśmiechu. Głowa zwieńczona jest jasnymi, zwichrzonymi lokami. Prawa ręka Jezusa uniesiona jest na wysokość barku w geście błogosławieństwa. W lewej natomiast znajduje się miejsce na umieszczane tam jabłko królewskie. Postać przedstawiono jako przyodzianą w długą szatę sięgającą stóp.

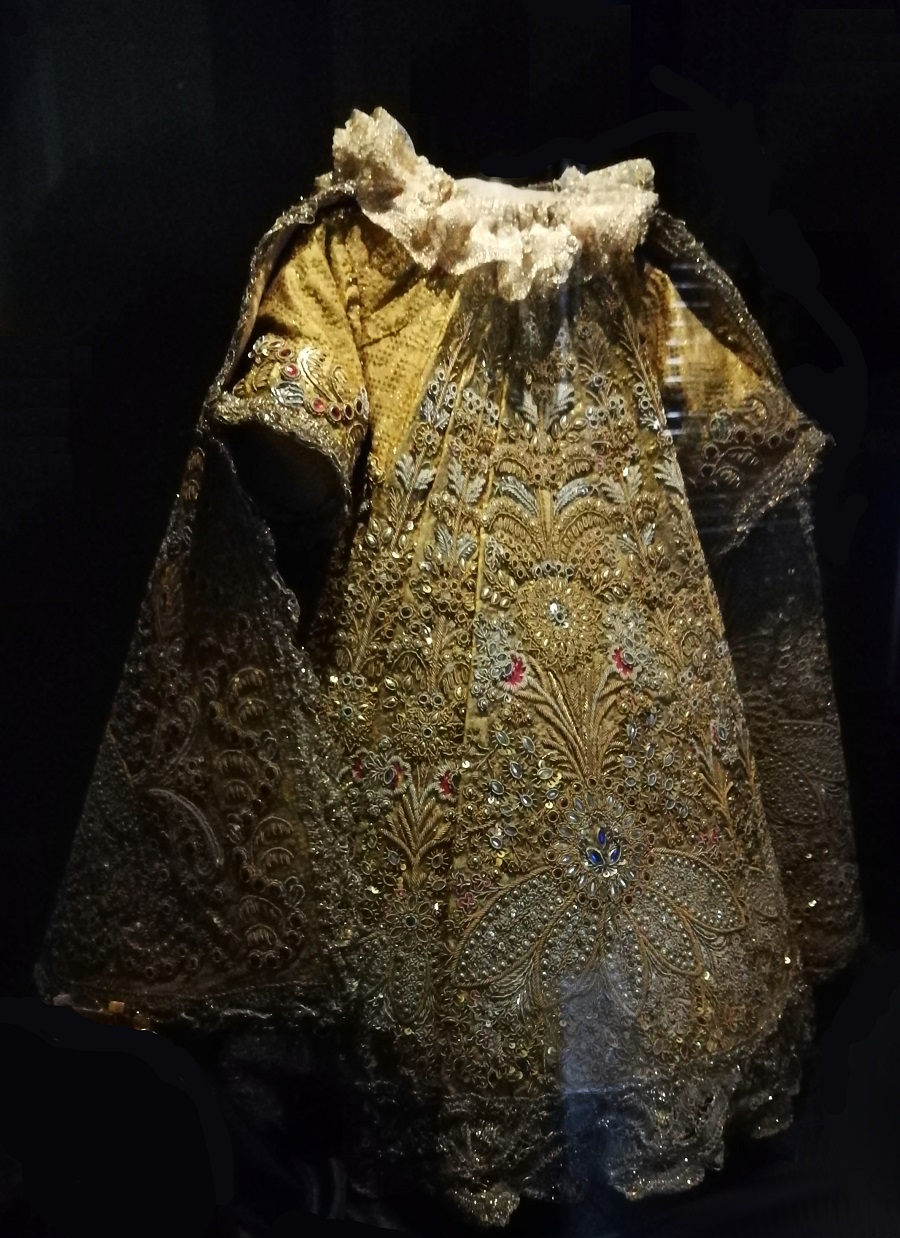
Najstarszy zachowany w kolekcji strój podarowany figurce Praskiego Dzieciątka Jezus, XVII wiek

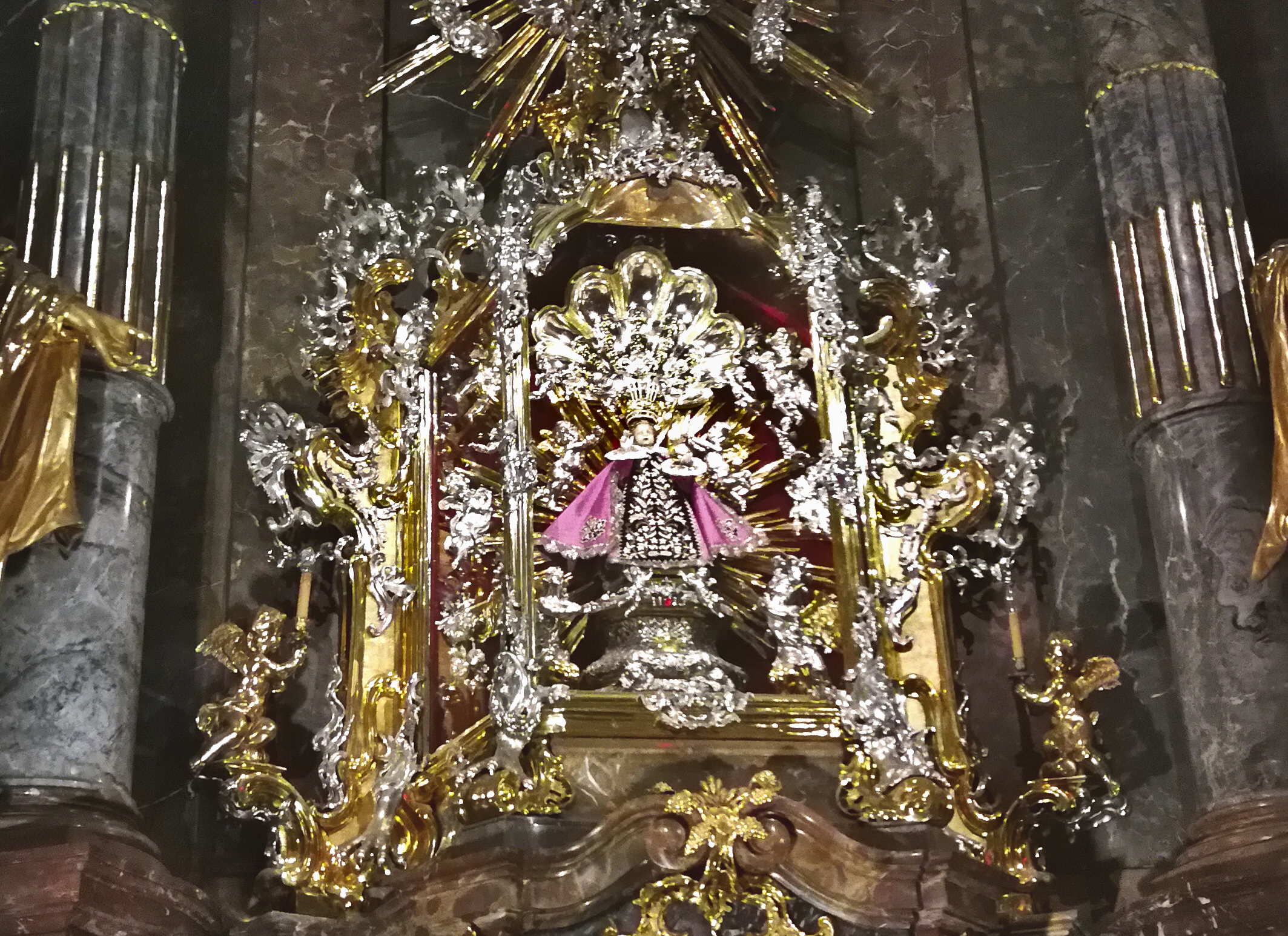
Praskie Dzieciątko Jezus na ołtarzu

## Tradycja przebierania figurki
Praskie Dzieciątko Jezus przebierane jest przez siostry zakonne w rozmaite, barwne stroje darowane przez wiernych. Jest to zwyczaj praktykowany od XVII wieku. Część kolekcji jest dostępna do oglądania przez zwiedzających. Stroje najczęściej stanowią dary wotywne, gdyż z figurce od wieków przypisuje się rozmaite cuda – np. cudowne uzdrowienia. Kolory strojów odpowiadają kalendarzowi liturgicznemu. Są to barwy:
- biała – symbol czystości i niewinności, zakładana najczęściej w okresie Bożego Narodzenia oraz Wielkanoc
- czerwona – symbol krwi i męczeństwa, zakładana na okres Wielkiego Tygodnia
- fioletowa – powiązana z adwentem i okresem Wielkiego postu
- niebieska – przypisywana Matce Boskiej, zakładana na święta Maryjne
- różowa – symbol radości, zakładana wyłącznie podczas trzeciej niedzieli adwentu i czwartej niedzieli Wielkiego postu
- zielona – symbol nadziei, zakładany na tzw. „okres zwykły”
- złota – symbolizująca światłość i majestat, zakładana zamiennie z innymi barwami zależnie od okazji

Wszystkie stroje są bogato zdobione, a do ich wykonania użyto najdroższych materiałów, takich jak jedwab, złoto, srebro czy kamienie szlachetne. Dopełnienie ubranej w wymyślne szaty figurki stanowi złota korona, kryza oraz koronki zakładane na nadgarstki. Raz do roku, w pierwszą niedzielę maja, Praskie Dzieciątko ubierane jest w strój królewski z płaszczem gronostajowym. Tego dnia ma miejsce uroczysta koronacja figurki. Na tydzień przed Bożym Narodzeniem można zaobserwować figurkę nieprzystrojoną, co ma symbolizować okres oczekiwania na narodziny Zbawiciela. Najstarsza zachowana szata datowana jest na XVII wiek a jednym z najcenniejszych strojów znajdujących się w kolekcji jest ten darowany w 1754 przez Marię Teresę Habsburg. Cesarzowa wykonała go własnoręcznie.
Dziś kolekcja obejmuje łącznie około 300 szat. W 2016 uzupełnił ją strój podarowany figurce przez Paola Coelha.

## Kult
Praskie Dzieciątko Jezus uznane zostało za cudowne już w XVII wieku, krótko po darowaniu go zakonowi karmelitów. Przez prawie 400 lat zyskało światową sławę i do dziś przyciąga setki wiernych z różnych stron świata. Osoby modlące się przed figurką miały doświadczyć rozmaitych cudów, takich jak np. cudowne uzdrowienia. Wielu wiernych powraca do kościoła by podziękować figurce za wysłuchane prośby i otrzymane błogosławieństwa.
Praskie Dzieciątko Jezus uważane jest także za patrona dzieci. W okresie Bożego Narodzenia dzieci z praskich szkół i przedszkoli odwiedzają kościół by zostawić tam listy z życzeniami kierowanymi do figurki.
W wielu miejscach na świecie spotkać można jej kopie. Najbardziej znana jest ta znajdująca się w Salzburgu.